# Municipio de Hayfield (Minnesota)
El municipio de Hayfield (en inglés: Hayfield Township) es un municipio ubicado en el condado de Dodge en el estado estadounidense de Minnesota. En el año 2010 tenía una población de 465 habitantes y una densidad poblacional de 4,91 personas por km².

## Geografía
El municipio de Hayfield se encuentra ubicado en las coordenadas 43°53′27″N 92°51′41″O / 43.89083, -92.86139. Según la Oficina del Censo de los Estados Unidos, el municipio tiene una superficie total de 94.72 km², de la cual 94,69 km² corresponden a tierra firme y (0,03 %) 0,03 km² es agua.

## Demografía
Según el censo de 2010, había 465 personas residiendo en el municipio de Hayfield. La densidad de población era de 4,91 hab./km². De los 465 habitantes, el municipio de Hayfield estaba compuesto por el 97,2 % blancos, el 0,86 % eran afroamericanos, el 0,43 % eran asiáticos y el 1,51 % eran de una mezcla de razas. Del total de la población el 0,65 % eran hispanos o latinos de cualquier raza.